# Норинцівська сільська рада
Норинцівська сільська рада (до 1946 року — Кацовщинська сільська рада) — колишня адміністративно-територіальна одиниця та орган місцевого самоврядування у Народицькому і Овруцькому районах Житомирської області Української РСР та України з адміністративним центром у с. Норинці.

## Населені пункти
Сільській раді були підпорядковані населені пункти:
- с. Норинці
- с. Клочки
- с. Оржів
- с. Савченки

## Населення
Відповідно до результатів перепису населення СРСР, кількість населення ради, станом на 12 січня 1989 року, становила 1 024 особи.
Станом на 5 грудня 2001 року, відповідно до перепису населення України, кількість мешканців сільської ради становила 852 особи.

## Склад ради
Рада складалася з 14 депутатів та голови.

### Керівний склад сільської ради
| ПІБ                    | Основні відомості                                                                    | Дата обрання | Дата звільнення |
| ---------------------- | ------------------------------------------------------------------------------------ | ------------ | --------------- |
| Бученко Лідія Іванівна | Сільський голова, 1968 року народження, освіта                                       | 26.03.2006   | 31.10.2010      |
| Бученко Лідія Іванівна | Сільський голова, 1968 року народження, освіта вища, Політична партія «Наша Україна» | 31.10.2010   |                 |

Примітка: таблиця складена за даними джерела

## Історія
Створена 5 березня 1946 року як Кацовщинська сільська рада, відповідно до указу Президії Верховної ради Української РСР «Про утворення Кацовщинської сільської ради Народицького району Житомирської області», у с. Кацовщина Ласківської сільської ради Народицького району Житомирської області.
7 червня 1946 року, відповідно до указу Президії Верховної ради Української РСР «Про збереження історичних найменувань та уточнення і впорядкування існуючих назв сільрад і населених пунктів Житомирської області», сільську раду перейменовано на Норинцівську через перейменування її адміністративного центру на с. Норинці.
Станом на 1 вересня 1946 року сільська рада входила до складу Народицького району Житомирської області, на обліку в раді перебувало с. Норинці.
11 серпня 1954 року, відповідно до указу Президії Верховної ради Української РСР «Про укрупнення сільських рад по Житомирській області», до складу ради включено села Клочки, Мар'янівка та Савченки ліквідованої Клочківської сільської ради Народицького району. 16 вересня 1960 року, відповідно до рішення Житомирського облвиконкому № 960 «Про уточнення обліку населених пунктів області», взято на облік с. Оржів.
На 1 січня 1972 року сільська рада входила до складу Народицького району Житомирської області, на обліку в раді перебували села Клочки, Мар'янівка, Норинці, Оржів та Савченки.
21 червня 1991 року, відповідно до рішення Житомирської обласної ради «Про внесення змін в адміністративно-територіальний устрій окремих районів», с. Мар'янівка зняте з обліку.
Ліквідована 17 листопада 2015 року через об'єднання до складу Народицької селищної територіальної громади Народицького району Житомирської області.
Входила до складу Народицького (5.03.1946 р., 8.12.1966 р.) та Овруцького (30.12.1962 р.) районів.